# Bolondo
Bolondo è una città della Guinea Equatoriale. Si trova nella Provincia Litorale, nella parte continentale del paese.